# Ralf Broß

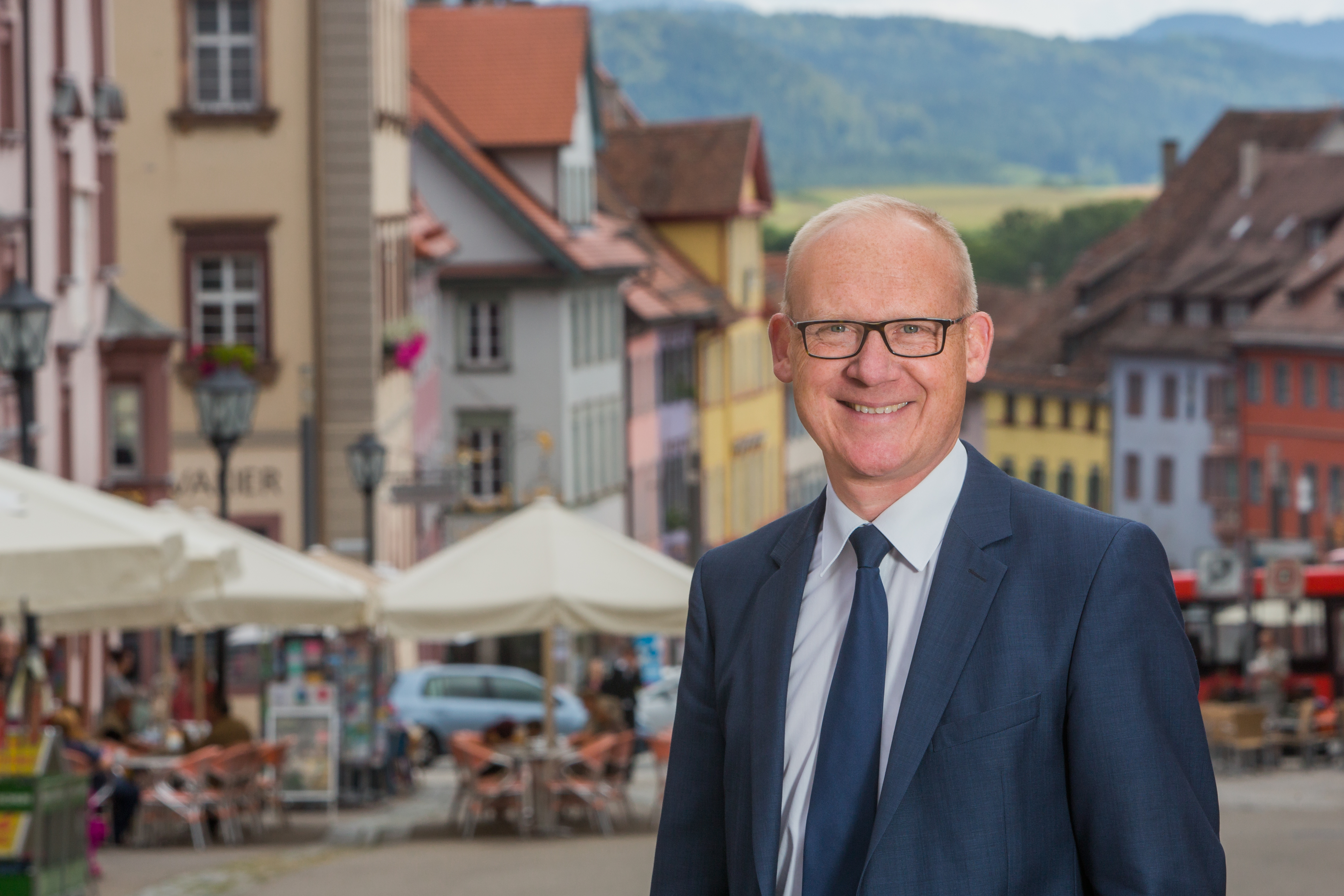
Ralf Broß (2014)

Ralf Broß (* 1966 in Rottweil) ist ein parteiloser deutscher Kommunalpolitiker. Er ist seit November 2022 geschäftsführendes Vorstandsmitglied des Städtetags Baden-Württemberg. Zuvor war er von 2009 bis 2022 Oberbürgermeister seiner Heimatstadt Rottweil.

## Biographie
Broß wuchs in Rottweil auf und erlangte 1986 sein Abitur am Rottweiler Leibniz-Gymnasium. Daraufhin studierte er Verwaltungswissenschaft an der Universität Konstanz und Betriebswirtschaft an der Württembergischen Verwaltungs- und Wirtschaftsakademie in Stuttgart.
Von 1992 bis 1998 war er beim Landratsamt Ludwigsburg für den Geschäftsteil Infrastruktur tätig. Von 1998 bis 2002 war er der Leiter des Bauverwaltungsamtes der Stadt Konstanz. Von 2002 bis 2009 war er Geschäftsführer der Regionalen Wirtschaftsförderung Bruchsal GmbH. In dieser Funktion war er Mitglied des Arbeitskreises der Wirtschaftsförderer in der TechnologieRegion Karlsruhe, Mitglied im Kuratorium des Cyberforums Karlsruhe e.V. und Kooperationspartner von BW_i Baden-Württemberg International.
Am 5. April 2009 wurde er im ersten Wahlgang bei einer Wahlbeteiligung von 50,9 Prozent mit insgesamt 58,6 Prozent zum Oberbürgermeister von Rottweil gewählt und löste so Thomas Engeser nach dessen erster Amtsperiode ab. Im Wahlkampf wurde er von CDU und SPD unterstützt; alle Gemeinderatsmitglieder bis auf zwei Ausnahmen sprachen sich für Broß als neuen Oberbürgermeister aus.
Am 7. Mai 2017 wurde Broß mit insgesamt 96,3 Prozent im Amt für weitere acht Jahre bestätigt. Er trat ohne Gegenkandidaten an.
Der Vorstand des Städtetags Baden-Württemberg wählte Broß im März 2022 einstimmig zum Nachfolger von Gudrun Heute-Bluhm, die im Oktober 2022 nach acht Jahren an der Spitze des kommunalen Landesverbandes ausschied. Broß legte sein Amt als Oberbürgermeister von Rottweil daher vorzeitig nieder und wechselte zum 1. November 2022 in den Städtetag. Zum Nachfolger von Broß wurde bei der Wahl am 16. Oktober 2022 sein bisheriger Stellvertreter und Bürgermeister der Stadt Rottweil Christian Ruf gewählt. Broß verblieb bis zum 31. Oktober 2022 im Oberbürgermeisteramt.
Broß ist verheiratet und hat einen Sohn und eine Tochter.

## Politik
Während seiner Amtszeit als Oberbürgermeister fanden zwei Bürgerentscheide statt. Im September 2015 gab es einen durch ein Bürgerbegehren initiierten Bürgerentscheid zur Frage, ob der Neubau der Justizvollzugsanstalt Rottweil auf dem Gewann Esch gebaut werden soll. Bei einer Abstimmungsbeteiligung von 48,5 Prozent haben sich 58,4 Prozent für den Neubau ausgesprochen. Die Stadt Rottweil erhielt für ihren vorbildlichen Bürgerdialog die Demokratierose des baden-württembergischen Landesverbandes Mehr Demokratie verliehen.
Im März 2017 gab es einen durch den Gemeinderat initiierten Bürgerentscheid. Es ging um die Frage, ob eine rund 600 Meter lange Fußgänger-Hängebrücke eines privaten Investors das Neckartal überspannen und die historische Rottweiler Innenstadt mit dem 246 hohen Testturm für Aufzüge und seiner Aussichtsplattform verbinden soll. Bei einer Abstimmungsbeteiligung von 48,4 Prozent haben sich 71,6 Prozent der Abstimmenden für den Bau ausgesprochen.
Im Juni 2022 empfing Ralf Broß Bundespräsident Frank-Walter Steinmeier im Rahmen der dreitägigen „Ortszeit Deutschland“ im Rottweiler Rathaus, in dem auch eine kommunalpolitische Runde mit Vertretern von Landes- und Kommunalpolitik stattfand.
Schwerpunkte der Amtszeit von Broß waren u. a.
- Neustrukturierung der Wirtschaftsförderung und der Tourismusförderung[14]
- Ansiedlung eines Testturms für Hochgeschwindigkeitsaufzüge von thyssenkrupp mit Aussichtsplattform[15]
- Ansiedlung einer Fußgängerhängebrücke über das Neckartal[16]
- Neubau des Feuerwehrhauses
- Privatisierung des städtischen Spitals
- Umbau der Duttenhofer Villa
- Bürgerbeteiligung[17]
- Weichenstellung für die Bebauung des Nägelesgrabens
- European Energy Award und Zertifikat als mittelstandsfreundliche Kommunalverwaltung[18]
- Gewinn der Landesgartenschau im Jahr 2028[19][20]

## Mitgliedschaften
- Beirat im Forum Kunst Rottweil
- Rotary Club Rottweil
- Freundeskreis Hyères

## Nebentätigkeiten
- Präsident der Württembergischen Verwaltungs- und Wirtschaftsakademie
- Verwaltungsrat der L-Bank l Staatsbank für Baden-Württemberg
- Verwaltungsrat der Komm.ONE
- Aufsichtsrat der LBBW-Kommunalentwicklung
- Mitglied im Hauptausschuss und im Finanzausschuss des Deutschen Städtetags
- Vorsitzender des KEA-Beirats (Klimaschutz- und Energieagentur Baden-Württemberg)

## Veröffentlichungen
- mit Alfons Bürk: Die Zukunft kommt näher – der Gewerbepark Neckartal. In: Industriekultur im Neckartal Rottweil, hrsg. von Stefan King und Hermann Klos. Rottweil, 2012
- Das Mehrgenerationenhaus Kapuziner als gesellschaftlicher und architektonischer Faktor in der Stadt Rottweil. In: Kapuzinerkloster Rottweil, hrsg. vom Landesamt für Denkmalpflege im Regierungspräsidium Stuttgart (Kulturdenkmale in Baden-Württemberg, Bd. 10). Lindenberg, 2015
- Die Bürgerbeteiligung zum Neubau der JVA Rottweil – ein Lehrbuchbeispiel direkter Demokratie? In: Glaab, Manuela (Hrsg.). Politik mit Bürgern – Politik für Bürger. Wiesbaden, 2016
- Rottweil 5.0 In: Stadt Rottweil (Hrsg.). Schlaglichter der Rottweiler Geschichte. Ubstadt-Weiher, 2011
- Innovation trifft Tradition – ein neues Wahrzeichen für die alte Stadt. In: Silas Stein. Tower of light. Deutschlands höchste Aussichtsplattform – der TK Elevator Testturm in Rottweil. Meßkirch, 2022